# شیوا فشارکی
شیوا فشارکی (انگلیسی: Shiva Feshareki؛ زادهٔ ۱ ژانویهٔ ۱۹۸۷) آهنگساز، و مجری رادیو بریتانیایی ایرانی‌تبار است. او در سال ۱۹۸۷ در لندن به دنیا آمده و دارای مدرک دکترای موسیقی از کالج سلطنتی موسیقی لندن است. او در سال ۲۰۱۷ موفق به دریافت جایزه آیور نوولو برای نوآوری در آهنگسازی شد.